# Аријел (Роботек)
Ајша (енгл. Aisha), односно Аријел (Ariel), је измишљени лик из јапанске научнофантастичне серије Џенезис Клајмбер Моспеада, односно њене адаптације као Роботек: Нова генерација. 

## Џенезис Клајмбер Моспеада
Ајша је је припадница ванземаљске расе Инбит (Инвиди у Роботеку), коју је њена краљица Рефлес (Риџис) преобратила у људски облик да би шпијунирала одред Стика Бернарда (Скот Бернард). Док су је Инбити превозили до места у коме треба да се умеша међу људско становништво, случајно су је изгубили. Стикова група ју је пронашла голу и беспомоћну на месту напада Инбита. Они су поверовали да ова лепа девојка пати од амнезије, још увек у шоку и неспособна да говори због трауме коју је преживела. Стик, Реј (Ренд), Хекет (Рук Бартли) и остали су је усвојили. Стик јој је наденуо име Марлин по својој мртвој вереници која је погинула у борби са Инбитима и повео са собом. Ајша, као Инбит, има моћ да осети присуство припадника своје расе, што је чини непроцењивом за Стиков тим. У месецима који су следили, Еријел је постала интегрални део одреда бораца за слободу који су се борили против Инбита. Све време док је била са људима је веровала да је једна од њих. Велики шок је представљао за њу и остале чланове Стиковог тима када су открили да је она Инбит (цурила јој је зелена крв).
У одсудној бици код Рефлекс Поинта, Ајша се супротставила Рефлес и покушавала је да убеди да оно што раде Инбити није исправно. Заједно са Солзи (Сира) је успела је присили Рефлес да посумња у своје ставове, довољно да Рефлес одлучи да напусти Земљу.
Ајша је остала на Земљи јер се осећала више као човек него као Инбит. Иако је признала своју љубав Стику, он је оставља и одлази у свемир. Ајша је остала на Земљи заједно са Минт Лабал (Ени Лабел) и Џимом Остином (Ланк) да би започела нови живот.

## Роботек адаптација
У најновијем наставку Роботек серијала Мрачне хронике, Еријел је, неко време након одласка Инвида, предосетила предстојећи долазај деце сенке, старих непријатеља Инвида, који су одговорни за уништење Оптере (домовине Инвида) и кренула за Скотом да га упозори да су његова флота и Земља у опасности од нове ванземаљске расе. Деца Сенке, која су за Експедиционе Роботек снаге познатија као Хејдонити, су смислили план да униште сваког ко користи протокултуру, тј. Инвиде и људе. Након мисије спасавања Свемирске станице Либерти, Скот је коначно признао (након што је Еријел спасила Маркуса), да је заљубљен у њу.